# Рафаель Сабіно дос Сантос
Рафаель Сабіно дос Сантос або просто Сабіно (порт.-браз. Rafael Sabino dos Santos, нар. 17 червня 1996, Сан-Паулу, Бразилія) — бразильський футболіст, центральний півзахисник клубу «Львів».

## Життєпис
Народився в Сан-Паулу. На юнацькому та молодіжному рівні виступав у клубі «Санту-Андре» та «Греміо Баруері». З 2014 року почав залучатися до тренувань з першою командою «Греміо», яка того сезону виступала в бразильській Серії D. Але за підсумками сезону команда Рафаеля покинула бразильський чемпіонат й надалі виступала в Серії А3 Ліги Пауліста. У цьому турнірі Сабіно виступав протягом двох наступних сезонів своєї кар'єри. У 2016 році зіграв 16 матчів у чемпіонаті штату. Потім виступав на регіональному рівні в клубах «Греміо Катандувенсе» (9 матчів) та «Жагуаріна» (17 матчів).
Наприкінці липня 2018 року перейшов до новачка УПЛ, ФК «Львів», в якому обрав собі футболку під номером 96. Дебютував у складі «городян» 22 липня 2018 року в переможному (2:0) виїзному поєдинку 1-о туру УПЛ проти київського «Арсеналу». Рафаель вийшов на поле на 78-й хвилині, замінивши Ростислава Волошиновича.